# Fajgelj
Fajgelj je priimek v Sloveniji, ki ga je po podatkih Statističnega urada Republike Slovenije na dan 1. januarja 2010 uporabljalo 5 oseb in je med vsemi priimki po pogostosti uporabe uvrščen na 25.534. mesto.

## Znani nosilci priimka
- Danilo Fajgelj (1840—1908), skladatelj, organist in pedagog
- Simona Podergajs Fajgelj (* 1960), organska kemičarka, pisateljica
- Uči Osredkar (roj. Fajgelj, * 1927), kemičarka, tehnologinja polimerov